# Martín de Andújar Cantos
Martín de Andújar Cantos fue un escultor, arquitecto e ingeniero militar español nacido hacia el año 1602 en la provincia de Albacete.

## Biografía

### Etapa andaluza
Mientras algunos investigadores indican que vino al mundo en la ciudad de Chinchilla de Monte-Aragón, hoy sabemos que aunque sus antepasados pudieron haber procedido del Reino de Murcia, una rama de la familia se instaló en la localidad albaceteña de Jorquera.
Lo cierto es que en la década de los años veinte del siglo XVII, y habiendo permanecido en él posiblemente hasta 1628, ya se sitúa a Martín de Andujar Cantos al servicio de algunos de los grandes imagineros en la ciudad de Sevilla. Aunque tradicionalmente se le ha considerado discípulo del gran Juan Martínez Montañés, otros lo consideran alumno de Alonso Cano.
Independizado, en 1629 acomete para el retablo mayor de la Iglesia de San Pedro Apóstol de la población sevillana de Carmona, una serie de imágenes a las que debió de pertenecer la Inmaculada Concepción que aún hoy se conserva en dicho Templo. La mayor productividad de su taller se registró en torno al año 1632 ya que en ese mismo año talló la efigie del Cristo de las Ánimas para el mismo templo carmonense, el San Sebastián Mártir, imagen titular de la Parroquia de la Villa de Agüimes, en la Isla de Gran Canaria, y el San Cristóbal, también titular de la Catedral de la Ciudad de La Habana, en Cuba.

### Etapa canaria
En 1634, dos años más tarde, se traslada a Canarias instalándose en primer lugar en la Ciudad de Las Palmas, centrando su atención el diseño del Retablo Principal para la Catedral de Canarias, obra que no llegó a acometer. Si realizó para este templo Catedralicio la Imagen y Retablo de San Pedro, obras contratadas en 1635. De esta misma fecha es la efigie de Santa Lucía que, al parecer, talló antes de abandonar la isla, para la Iglesia de San Francisco de Asís de la Ciudad de Telde.
Ya en Tenerife, en la ciudad de San Cristóbal de La Laguna entra en contacto con el también imaginero Antonio de Orbarán, quien en aquellos días se encontraba trabajando en el desaparecido retablo mayor de la Iglesia de El Salvador de Santa Cruz de La Palma, lugar al que se traslada con la intención de colaborar en dicho proyecto tallando antes de 1636 una serie de esculturas para el mencionado retablo por el importe, bastante elevado, de 2.000 reales.
En 1637, de regreso a la Isla de Tenerife, pasa a instalarse en Garachico creando un taller que sería semilla de la futura escuela escultórica de Garachico, y emprendiendo trabajos de gran importancia, como el Retablo Principal de la Iglesia de Santa Ana de esta localidad, para el que muy posiblemente se sirvió de los diseños que años antes había realizado para el retablo de la Catedral de Canarias, y el magnífico Cristo que lo remata. Pero seguramente los primeros encargos que recibiera Andujar tras instalarse en Tenerife fueran las dos piezas que ejecutó ese mismo año para los franciscanos recoletos del Convento de Santa Lucía del Realejo, y que queda demostrado por el hecho de que el 11 de junio de 1637, ambas imágenes ya se encontraban al culto en el templo conventual:
“…dixeron que dos insignias, una del sto Christo Nazareno y otra de Nuestra Señora de los Afligidos que están en dho convento, los hermanos terceros de la Orden de S. Francisco y hermanos de la Cuerda que son en el dicho convento las hicieron con sus limosnas, que han dado y que darán, y que son de los dhos hermanos, y el dho convento no ha dado para ello cosa alguna”.
A este dato viene a sumarse otro documento fechado el 18 de mayo de ese mismo año, en el que se recoge una visita que realizaran al taller el Párroco de San Marcos de Icod, don Alonso de Ocampo Sarmiento y el Maestre de Campo don Blas de Alzola y Torres con la intención de contratar la hechura del conjunto de piezas necesarias para realizar la procesión del Vía Crucis. Quedando gratamente impresionados por El Nazareno, hacen constar que el que encargan para Icod ha de ser semejante en forma y proporciones al de los franciscanos del actual Municipio de Los Realejos.

### Etapa americana
Antes de partir con destino a América hacia 1641, Martín de Andújar, además de las referidas, probablemente acometió otras obras para distintos templos del norte de Tenerife, lo cierto es que años más tarde, en 1669, reaparece citado como ingeniero militar realizando inspecciones y reparaciones en diversos castillos de Nicaragua en la Capitanía general de Guatemala. Ese mismo año recibe el encargo de diseñar el nuevo edificio de la Catedral de San José (Antigua Guatemala), el cual había sido demolido debido al mal estado en que había quedado tras sucesivos terremotos. Al final, el proyecto fue abandonado.
Se le pierde la pista en 1673. El día 8 de febrero inicia una inspección por el Río San Juan que desembocaría en la decisión de edificar una nueva fortaleza en Raudal de Santa Cruz, lugar anteriormente conocido como Casa del Diablo y actual pueblo de El Castillo (Nicaragua), sobre unos viejos restos defensivos de tiempo del rey Felipe II de España, y que recibiría el nombre de Castillo de la Limpia y Pura Concepción, en honor a la Virgen María, conocido actualmente como Castillo de la Inmaculada Concepción.

## Galería

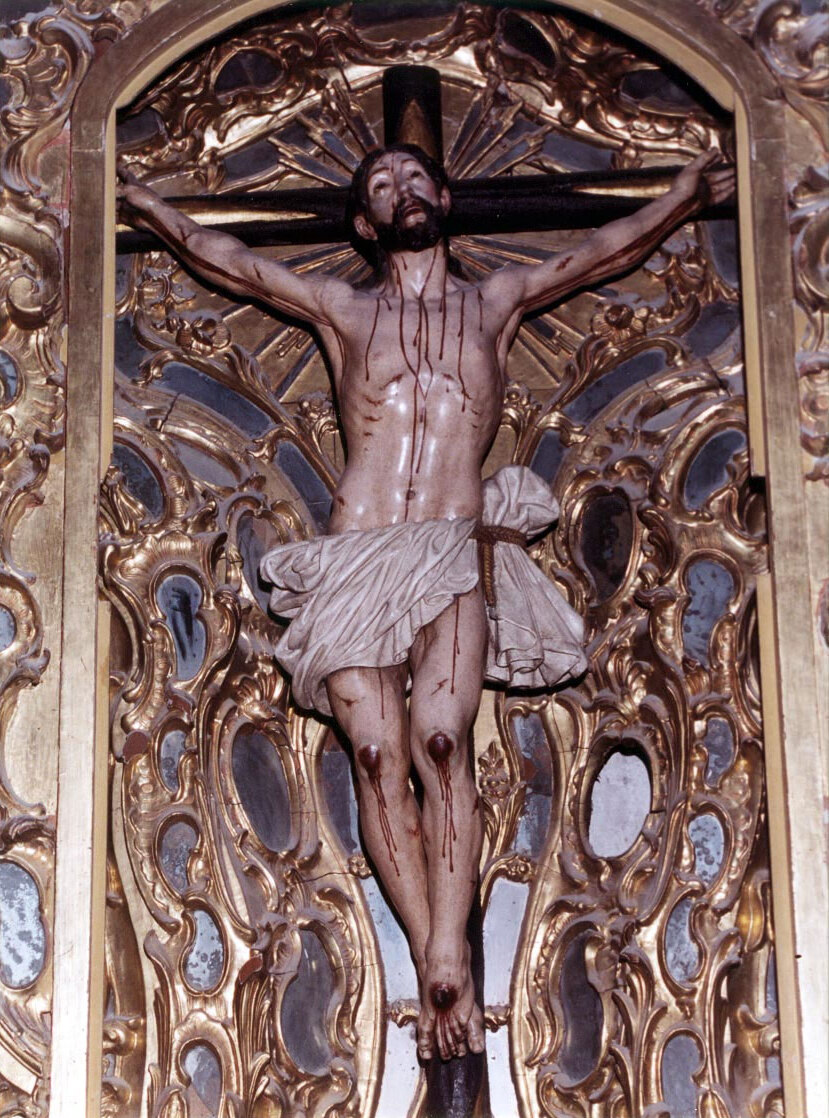
Cristo de las Ánimas. Martín de Andújar Cantos (1632), Parroquia de San Pedro Apóstol, Carmona, Sevilla.
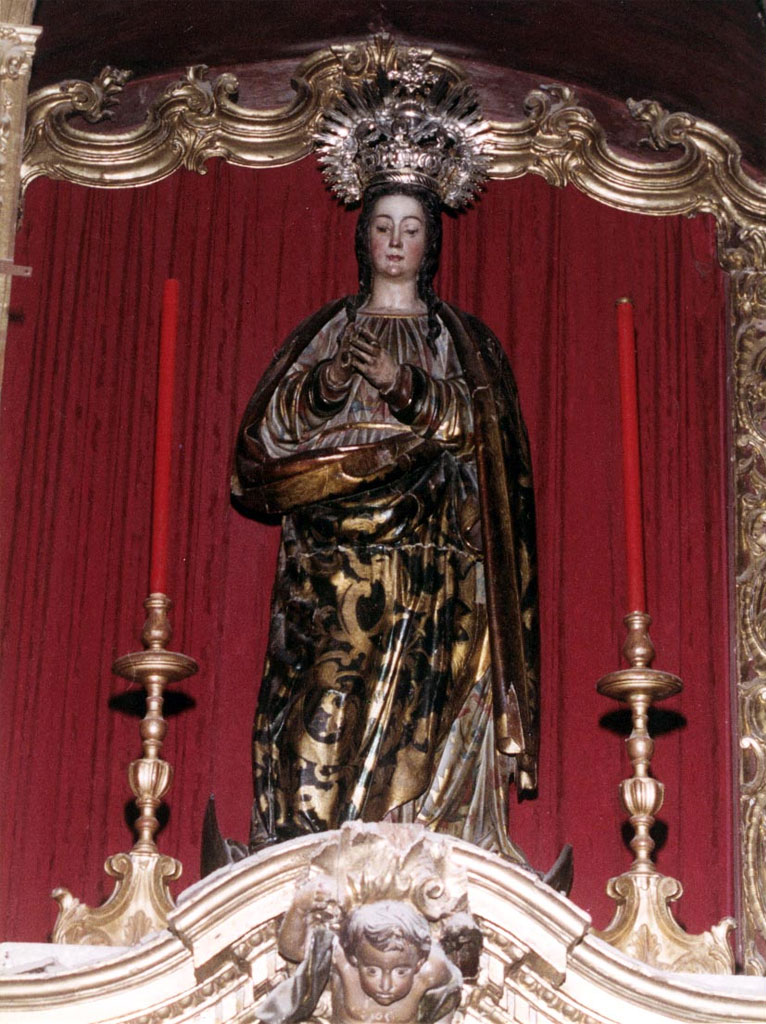
Inmaculada. Martín de Andújar Cantos (1632), Parroquia de San Pedro Apóstol, Carmona, Sevilla.
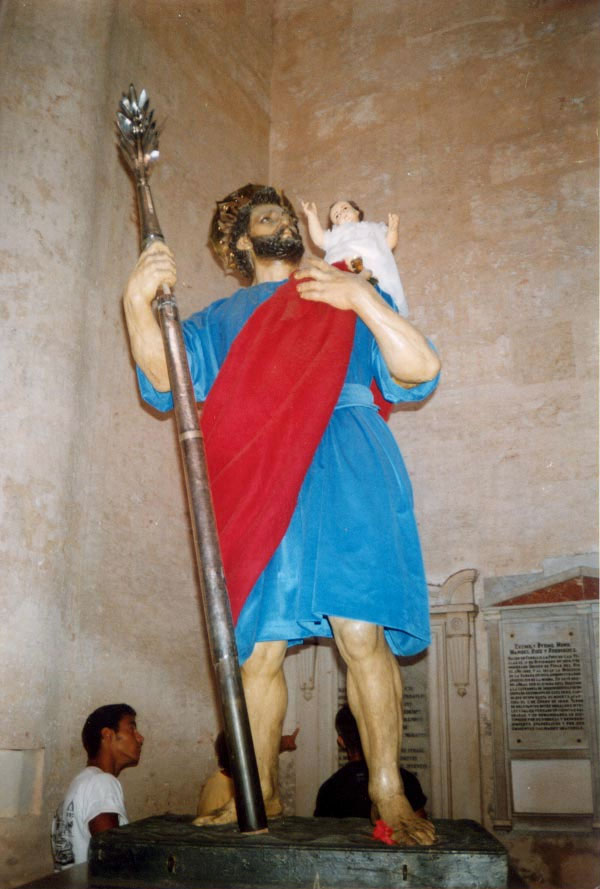
San Cristobal. Martín de Andújar Cantos (1632), Catedral de la Habana, Cuba

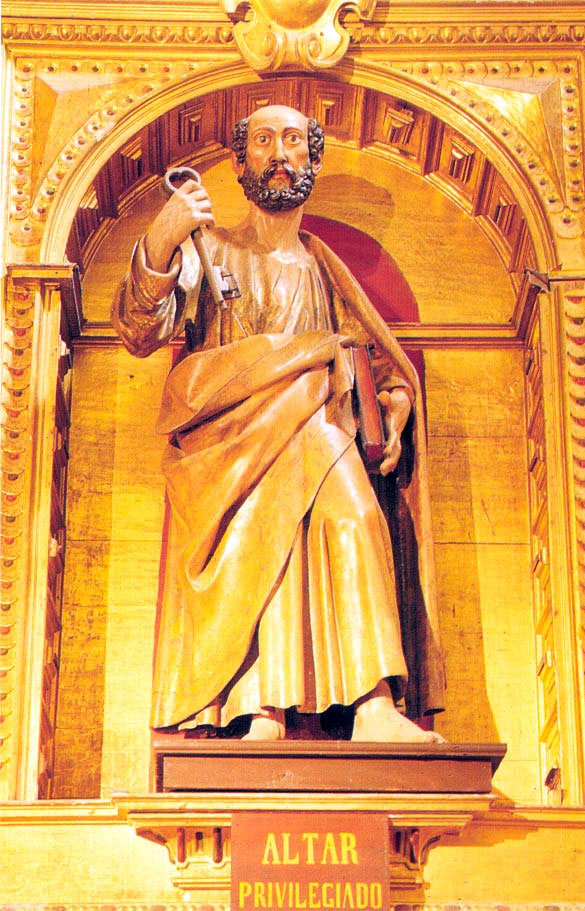
San Pedro Apóstol. Martín de Andújar Cantos, (1632), Catedral de Canarias, Gran Canaria.
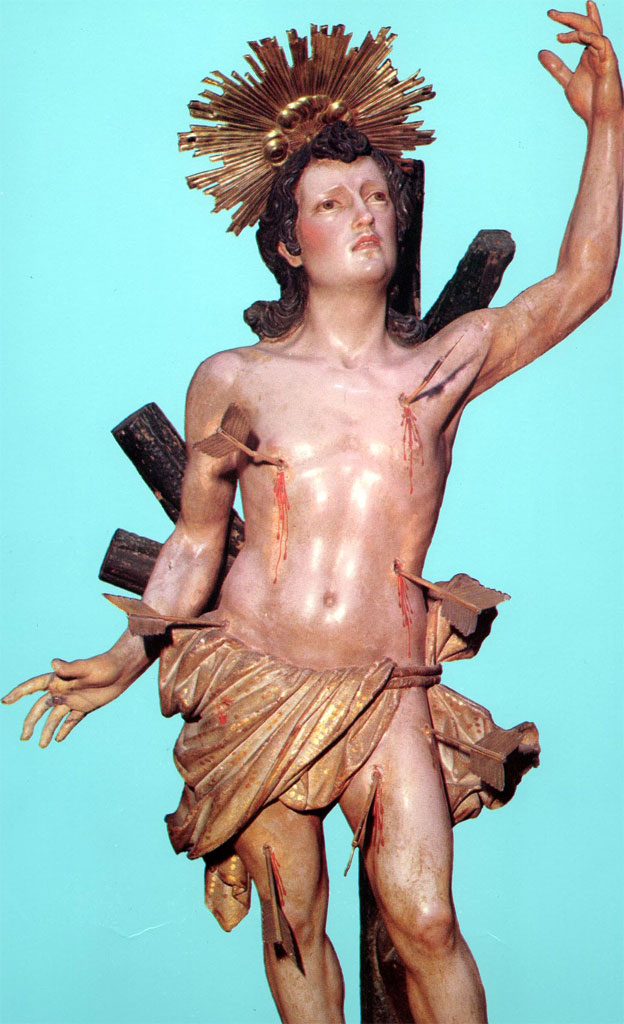
San Sebastián Mártir. Iglesia de San Sebastián, (1632), Agüimes, Gran Canaria.
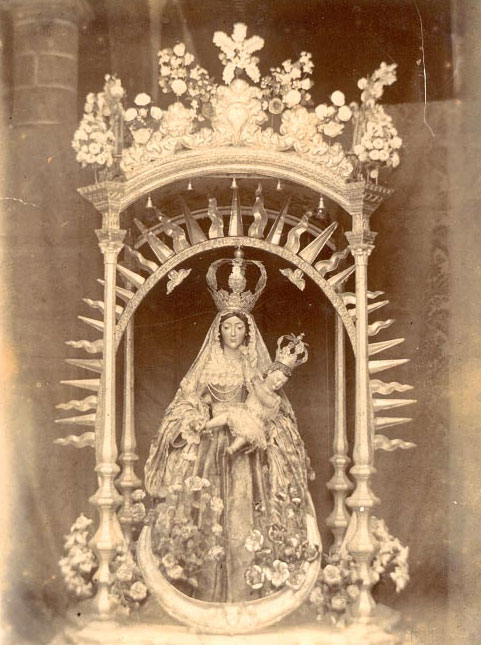
Ntra. Sar. de Los Afligidos. Parroquia de Ntra. Sra. de la Concepción, (1637), Los Realejos, Tenerife. Desaparecida